# Michel (fotbollsspelare)
Miguel Ángel Sánchez Muñoz, mer känd som Michel, född 30 oktober 1975 i Madrid, är en spansk fotbollstränare och före detta fotbollsspelare. Han är sedan juli 2021 tränare för Girona.
Som spelare tillbringade han större delen av sin karriär i Rayo Vallecano, där han också var lagkapten.

## Karriär
Michel inledde sin fotbollskarriär i lokala klubben Rayo Vallecanos ungdomssystem. Michel debuterade för klubbens a-lag säsongen 1993-94, men alternerade de kommande säsongerna mellan a- och b-laget. Efter att ha lånats ut till Almería i tredje divisionen 1997 återvände Michel för att ta en ordinarie plats på Rayos mittfält. Han spelade en viktig roll när klubben 1999-2000 kvalificerade sig för UEFA Cupen. Året efter spelade Michel 33 matcher för klubben och vann den interna skytteligan med 10 mål.
Sommaren 2003 lämnade Michel moderklubben efter tio år för att istället representera Real Murcia. Michel spelade ordinarie under sin första säsong med Real Murcia, men kunde inte förhindra att laget åkte ur La Liga. De kommande säsongerna fick Michel mer sparsamt med speltid och 2005 lånades han ut till Málaga.
2006 återvände Michel till Rayo Vallecano, som nu höll till i den tredje divisionen. 2007-2008 tog man dock klivet upp i Segunda División. Michel utsågs till lagkapten och 2010-2011 spelade han 20 matcher och bidrog med två mål när laget åter tog klivet upp i La Liga. Efter säsongen 2011-2012 beslutade sig Michel för att avsluta sin spelarkarriär.